# Pierre-Nérée Dorion
Pour les articles homonymes, voir Dorion.
Pierre Nérée Dorion (16 octobre 1816-1874) fut un arpenteur et homme politique fédéral et municipal du Québec.

## Biographie
Né à Sainte-Anne-de-la-Pérade dans le Bas-Canada, il étudia au Séminaire de Nicolet. Il entama ses premiers pas en politique en devenant maire de Grantham et administrateur du Comté de Drummond.
Élu député du Parti libéral du Canada dans la circonscription fédérale de Drummond—Arthabaska en 1872, il ne se représenta pas en 1874.
Il est le frère d'Antoine-Aimé Dorion qui fut député à la Chambre des communes et de Jean-Baptiste-Éric Dorion qui fut membre de l'Assemblée de la Province de Canada.